# Kemal Kaynaş Stadyumu
Kemal Kaynaş Stadyumu – wielofunkcyjny stadion w mieście Karaman, w Turcji. Został otwarty w 1969 roku. Może pomieścić 2250 widzów. Swoje spotkania rozgrywa na nim drużyna Karamanspor.